# Michael Schmidt (Musikwissenschaftler)

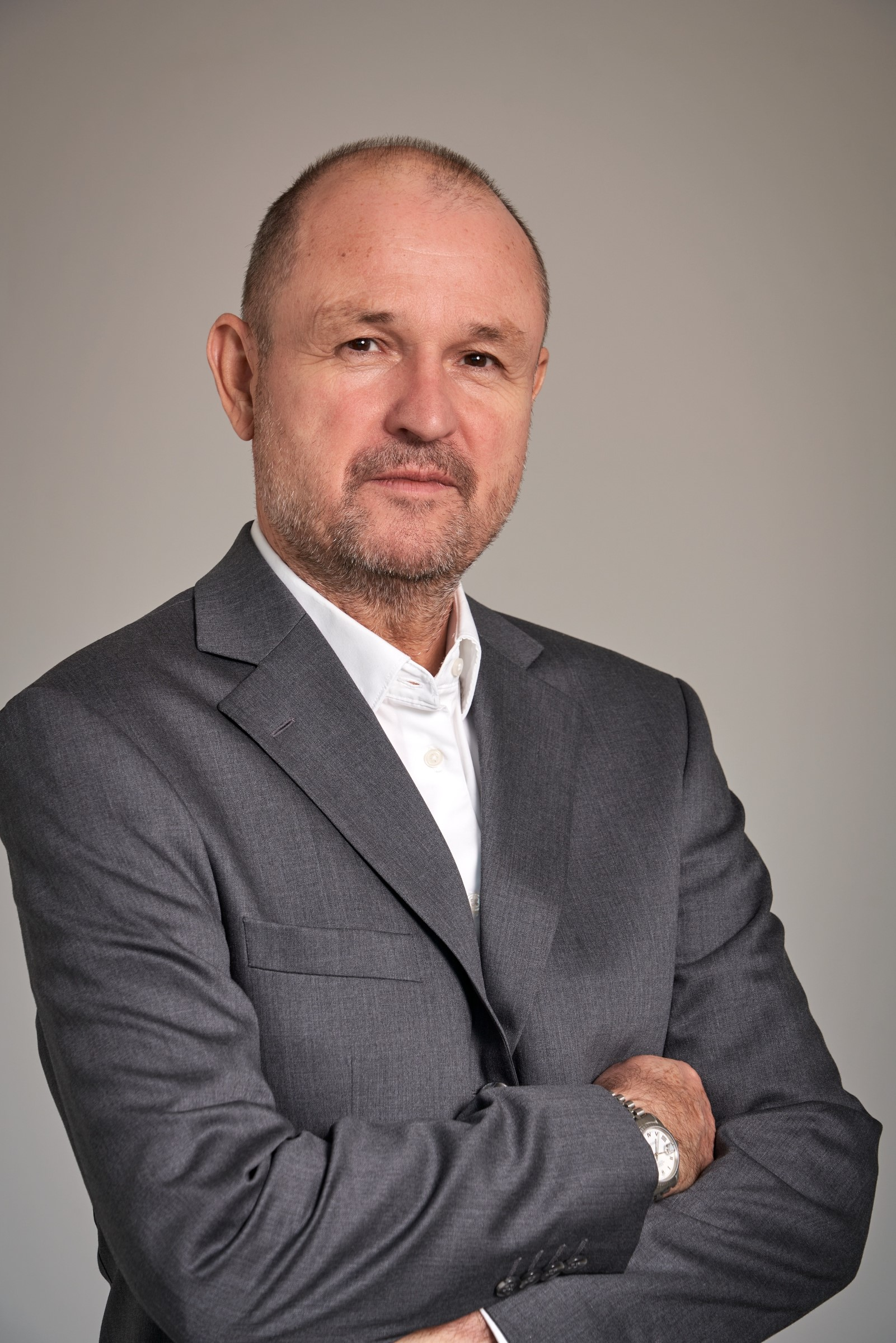
Michael Schmidt im Oktober 2022

Michael Schmidt ist ein deutscher Musikpublizist, Redakteur, Autor und Honorarprofessor an der Hochschule für Musik und Theater München.

## Leben
Michael Schmidt wurde als Sohn des Pianisten Hans-Otto Schmidt-Neuhaus und der Musikpädagogin Rita Schmidt-Hoffmann in Köln am Rhein geboren. Nach seinem Klavierstudium in Köln bei Alfons Kontarsky Kontarsky und in Freiburg bei Stefan Ammer, studierte er in Freiburg Musikwissenschaft, Philosophie und Geschichte. 1987 promovierte er bei Hans Heinrich Eggebrecht an der Albert-Ludwigs-Universität Freiburg mit einer Arbeit über die Klavierpoemes von Alexander Skrjabin. Im Anschluss an ein Volontariat beim Deutschlandfunk in Köln und eine Hospitanz beim ZDF in Mainz war er seit 1990 als Musikredakteur beim Bayerischen Rundfunk in München tätig. Dort leitete er zunächst das Musikmagazin „Musik aktuell“ und koordinierte anschließend das Klassikportal sowie trimediale Programmschwerpunkte des Programmbereichs BR-KLASSIK.
Michael Schmidts besonderes Interesse gilt der multimedialen Vermittlung von Musik sowie der Ethik und Ästhetik digitaler Musikkultur. Dieser Schwerpunkt prägt auch Veröffentlichungen und seine vielfältige Lehrtätigkeit. So ist er seit 1995 Dozent für multimediale Musikvermittlung an der Hochschule für Musik Karlsruhe, seit 2001 am Institut für Musikwissenschaft der Ludwig-Maximilians-Universität München und an der European Graduate School sowie seit 2002 an der Musikhochschule München.
Er ist stellvertretender Vorsitzender des Auswahlausschusses der Friedrich-Ebert-Stiftung sowie Vorsitzender des Kuratoriums der Georg-von-Vollmar-Akademie.

## Werke
- Ekstase als musikalisches Symbol in den Klavierpoemes Alexander Skrjabins = Musikwissenschaftliche Studien, Bd. 6, hg. v. Hans Heinrich Eggebrecht, Pfaffenweiler 1989, ISBN 3-89085-180-0
- Hat Musik ein Geschlecht?, hg. v. Wolf Loeckle und Michael Schmidt, Regensburg 1997, ISBN 3-930079-81-X
- Zukunftsmusik für Kulturwellen, hg. v. Ruth Blaes, Arnd Richter und Michael Schmidt, Berlin und Wiesbaden 2002, ISBN 3-89158-344-3
- Capriccio für Siegfried Palm, Ein Gesprächsporträt von Michael Schmidt, Regensburg 2005, ISBN 3-932581-71-7
- Philosophy of Media Sounds, hg. v. Michael Schmidt, New York 2009, ISBN 978-0-9819972-6-1
- polyphonie.vernetzt, Perspektiven multimedialer Musikvermittlung, hg. v. Michael Schmidt, Regensburg 2012, ISBN 978-3-940768-33-9
- Hat Musikjournalismus noch eine Zukunft?, hg. v. Robert Jungwirth und Michael Schmidt, Würzburg 2021, ISBN 978-3-8260-7449-3
- Zwischen Tönen – Musik im Kontext, München 2022, ISBN 978-3-96707-764-3
- WagnerVisionen – Bayreuther Regie-Debüts im Gespräch, München 2023, ISBN 978-3-96707-786-5
- Wo spielen die Töne - Musikorte für alle, hg. v. Michaela Fridrich und Michael Schmidt, München 2025, ISBN 978-3-68930-018-0
- Künstliche Intelligenz der Töne - Ethik und Ästhetik digitaler Musikkultur, hg. v. Michael Schmidt, München 2025, ISBN 978-3-68930-031-9